# Gridley (Illinois)
Gridley – wieś w Stanach Zjednoczonych, w stanie Illinois, w hrabstwie McLean.